# 空战模拟游戏

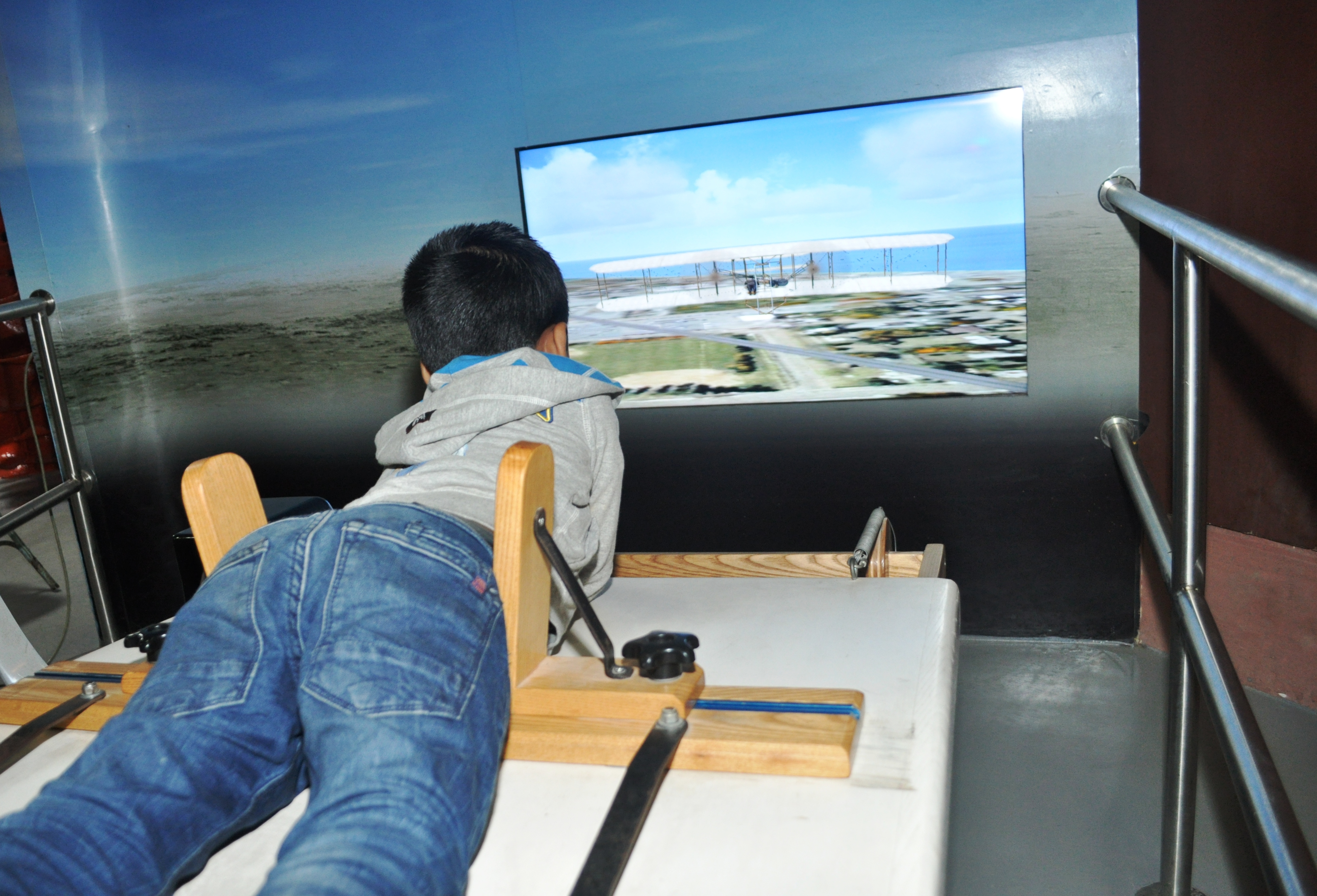
班加罗尔工业技术博物馆的莱特兄弟飞行器模拟器。 在这里可以感受到他们在1903年驾驶他们的第一架飞机的情景。风景、声音、驾驶舱等都完全模拟了原作。

空战模拟游戏是使用空战模拟器（类似飞行模拟器和业余飞行模拟软件），模拟军用飞机及其操作的电子游戏。这些游戏不同于军事模拟飞行所用的飞行模拟器，没有实际飞行驾驶舱等逼真的物理模仿。
此类游戏如皇牌空战系列、《鹰击长空》, 数字战斗模拟等。